# San Lorenzo (Valle)
San Lorenzo é uma cidade de Honduras localizada no departamento de Valle.